# École centrale de Lille
La École centrale de Lille (también conocida como Centrale Lille) es una escuela de ingenieros de Francia. 
Está ubicado en Villeneuve-d'Ascq, campus Universidad Ciencias y Técnicas de Lille I. También es miembro del Groupe Centrale - Centrale Graduate School (junto a sus instituciones hermanas, emplazadas en París, Lille, Lyon, Marsella, Nantes y Pekín) y de la conferencia de grandes écoles. Forma principalmente ingenieros generalistas de muy alto nivel, destinados principalmente para el empleo en las empresas.

## Diplomado Centrale Lille

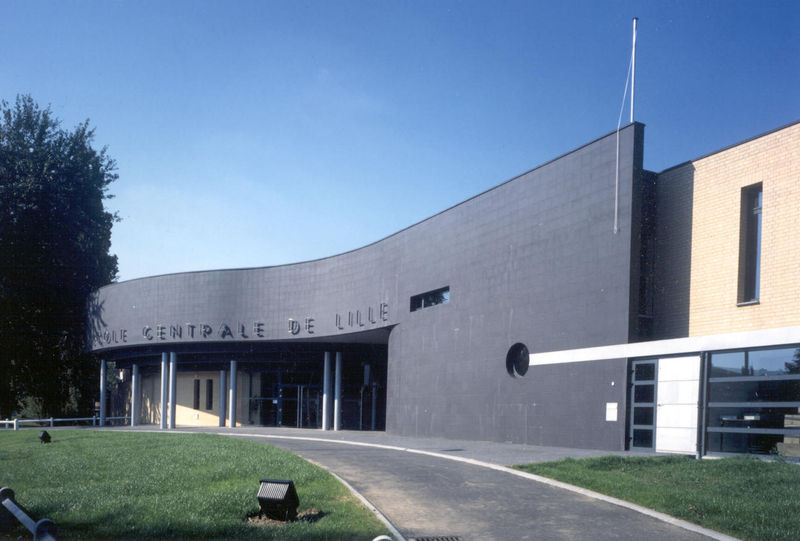
Sede de Ecole Centrale de Lille

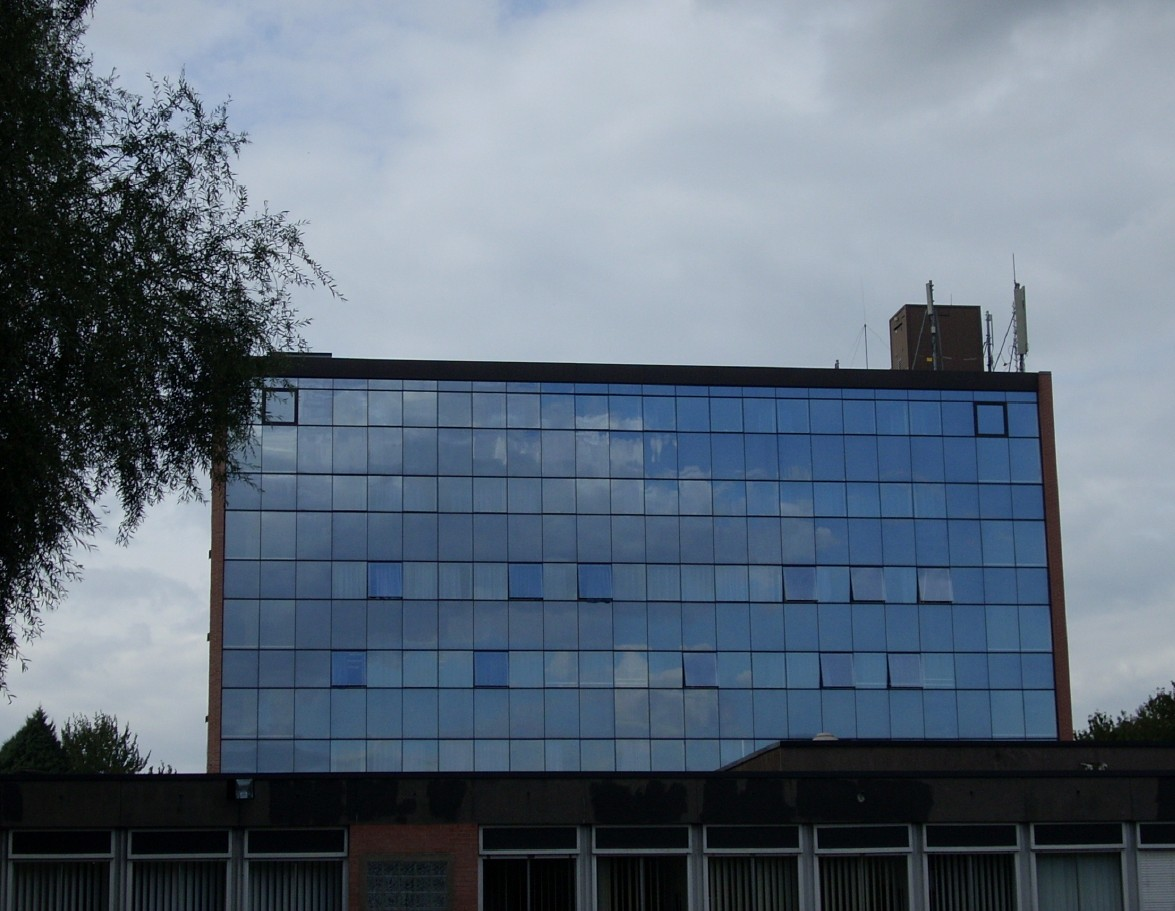
Casa Central Centrale Lille.

En Francia, para llegar a ser ingeniero, se puede seguir la fórmula "dos más tres", que está compuesta de dos años de estudio de alto nivel científico (las clases preparatorias) y tres años científico-técnicos en una de las Grandes Ecoles de ingenieros. El acceso a estas se realiza, al final de las clases preparatorias, a través de un concurso muy selectivo. Entre los concursos más exigentes se encuentra el que da acceso a las Ecoles Centrale, que permite la entrada a la Ecole centrale de Lille. 
- Master Ingénieur Centrale Lille
- 6 Masters Research Archivado el 8 de abril de 2008 en Wayback Machine. & PhD Doctorado
- 6 Mastères Spécialisés
- Mooc.[1]

## Doble titulación Master Centrale Lille

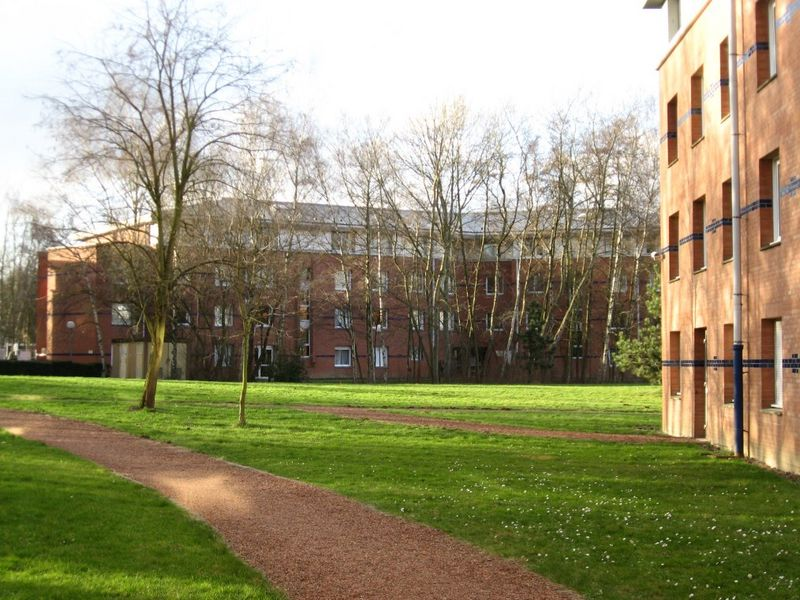
Centrale Lille - Rez.

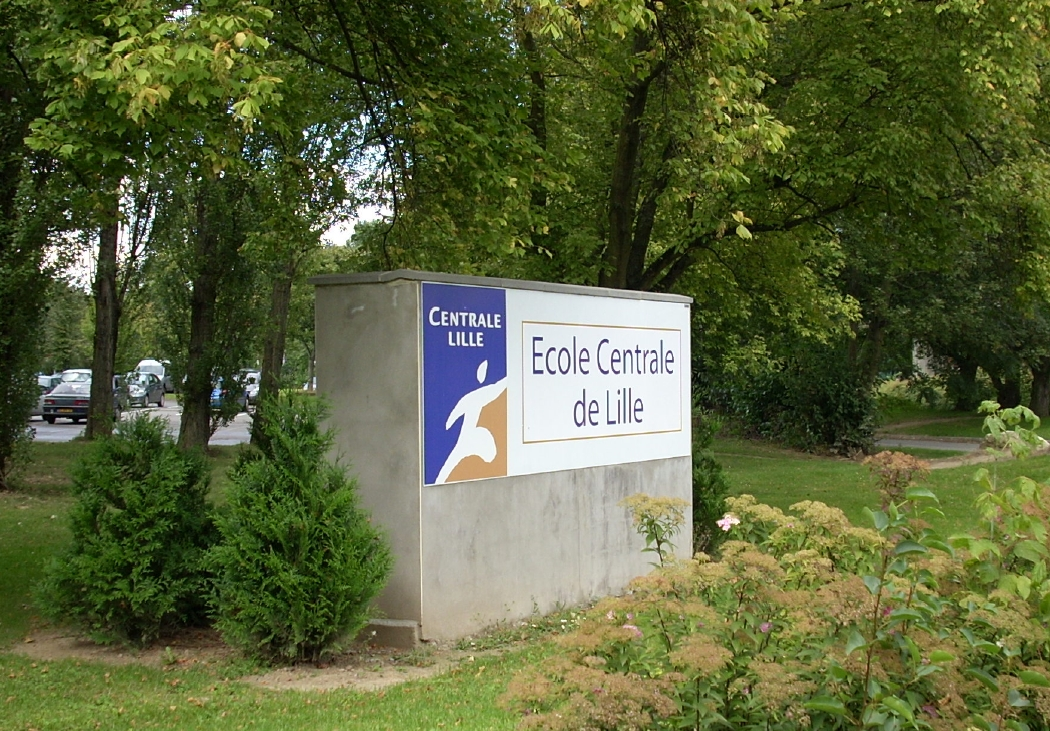
Campus Centrale Lille.

La École centrale de Lille fue parte de la fundación de la red TIME , que permite a los estudiantes obtener un diplomado en dos de las mejores universidades técnicas de Europa (doble diplomado). 
Acuerdos de Doble Titulación: Master Ecole Centrale Lille - ESCUELA TÉCNICA SUPERIOR DE INGENIEROS INDUSTRIALES doble titulación (Master M1+M2 Duración  : dos años en Francia)
- España- Universidades con Acuerdos Bilaterales - Socrates - Erasmus - TIME
  - Universidad Politécnica de Madrid-ETSII Madrid[3]
  - Universidad Pontificia Comillas-Instituto Católico de Artes e Industrias[4]
  - Universidad Politécnica de Cataluña - ETSEIB ETSETB[5]
  - Universidad Politécnica de Valencia[6]
  - Universidad de Zaragoza-Centro Politécnico Superior .[7]
- Chile- Colegio Doctoral Franco Chileno - Acción TIME
  - Universidad de Santiago de Chile[8]
  - Universidad de Chile[9]

- - Pontificia Universidad Católica de Chile[10]
- México
  - Universidad de Sonora
  - Acuerdos Bilaterales
- Argentina- Acuerdos Bilaterales

## Programa ErasmusMasters
Master M2 (60 ECTS)
Duración  : 10 meses en Francia
Curso : Mecánica, Construcción, Energía, Electricidad, Electrónica,  Automática, Ciencias de la computación, Producción y Organización, Procesos y Medio ambiente.

## Tesis doctoralCentrale Lille -Université Lille Nord de France
Laboratorio y Doctorados de investigación
- Laboratorio LML Laboratoire de Mécanique de Lille: Mecánica, Construcción,
- Laboratorio L2EP Archivado el 2 de mayo de 2008 en Wayback Machine. Laboratoire d'Electrotechnique et d'Electronique de Puissance de Lille: Energía, Electricidad, Electrónica
- Laboratorio IEMN Institut d'Electronique de Microélectronique et de Nanotechnologie : Electrónica
- Laboratorio LAGIS Laboratoire d'Automatique, Génie Informatique & Signal : Automática, Ciencias de la computación, Procesos
- Laboratorio LCL Laboratoire de Catalyse de Lille : Ingeniería química
- Laboratorio LRGI Laboratoire de Recherche en Génie Industriel : Ingeniería industrial
- Laboratorio Equipe de recherche Archivado el 8 de marzo de 2009 en Wayback Machine. en Sciences des Matériaux : Ciencia de materiales

- Sitio web oficial del doctorado
- Beca : Bourse d'excellence Eiffel

## Asociación de ingenieros de Centrale Lille
A lo largo de estos tres años de estudios Centrale Lille, los alumnos desarrollan entre ellos fuertes lazos de compañerismo, difíciles de romper en lo futuro. Es por este motivo principalmente que se han creado las asociaciones de alumnos de cada Ecole.  Les Centraliens de Lille página Web describe la organización de una de estas asociaciones, la de los ingenieros de la Ecole Centrale de Lille.

## Movilidad internacional
Acceso a la infraestructura de transporte internacional para la École Centrale de Lille:
- Aeropuerto de Lille-Lesquin (Lille-Madrid : 2h15 ; Lille-Barcelona : 1h40)
- TGV : Se llega en 10 minutos de Centrale de Lille utilizando una línea de Metro de Lille, la LGV Nord (LGV Norte en español) es una línea de la red francesa de ferrocarriles de alta velocidad usada por los TGV. Su longitud es de 333 km y enlaza París con Lille (Lille-París : 58 min) y desde allí con la frontera belga (Lille-Bruselas : 40 min) y el Eurotúnel (Lille-Londres : 100 min).

## Antiguos profesores

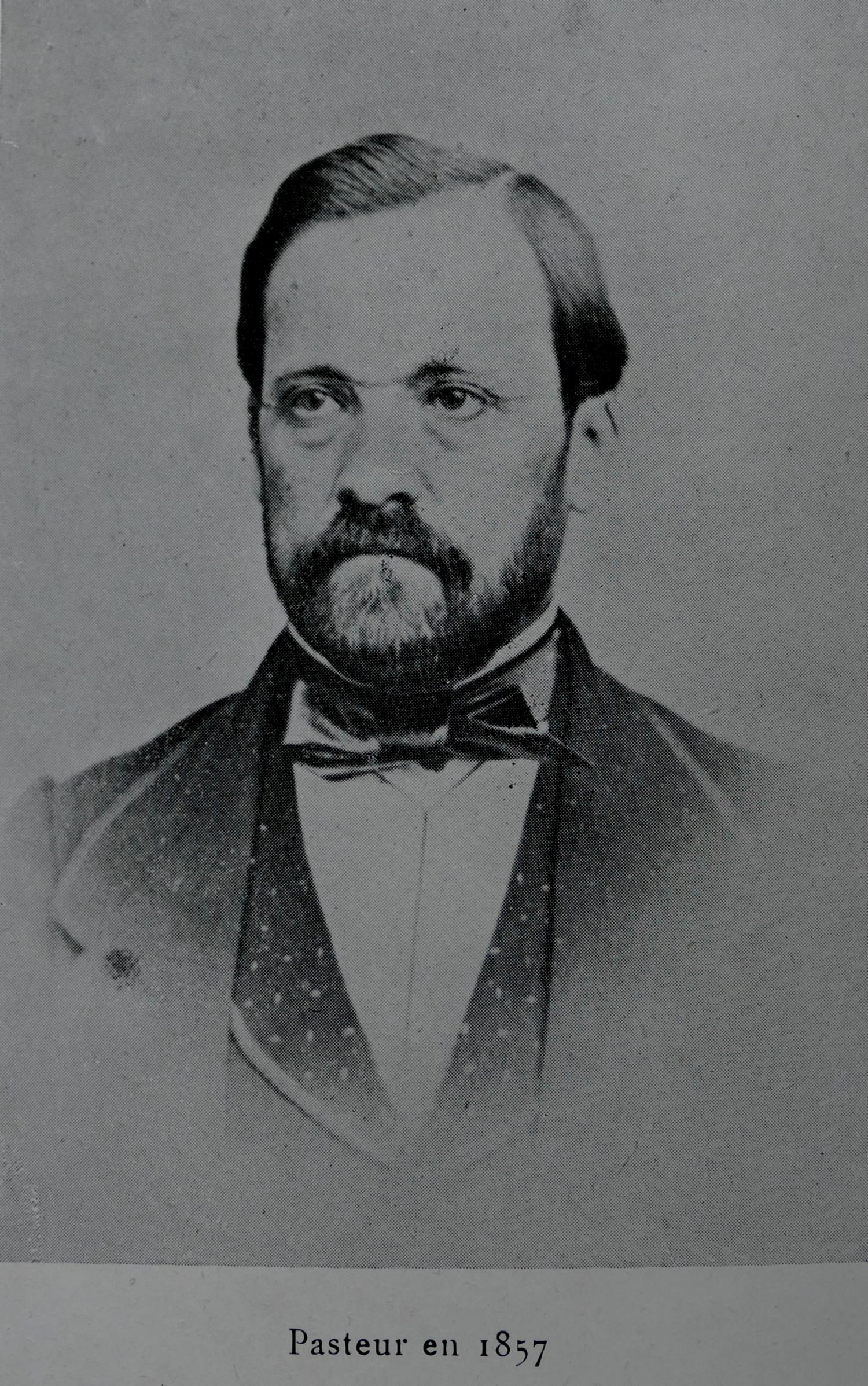
Louis Pasteur, químico
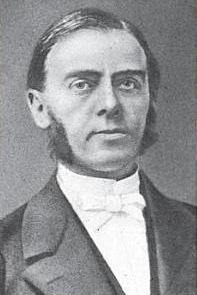
Auguste Lamy, profesor de química industrial para identificar el elemento químico talio
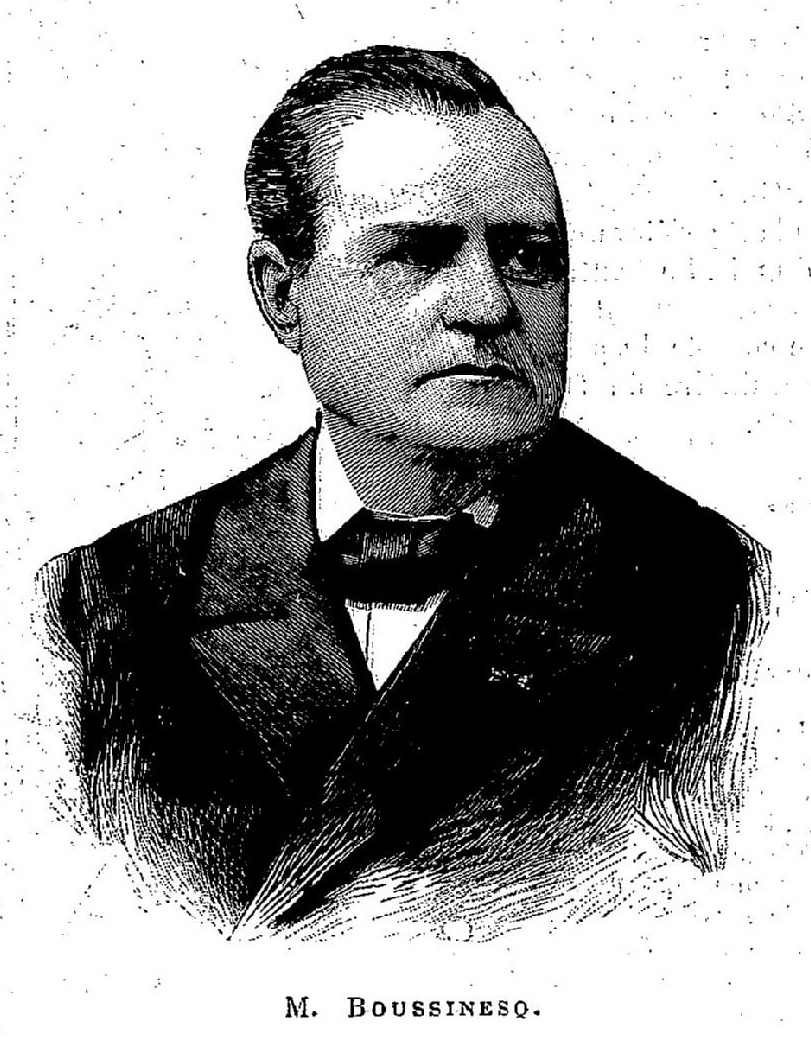
Joseph Boussinesq Profesor de Mecánica de Fluidos, miembro de la Academia de Ciencias
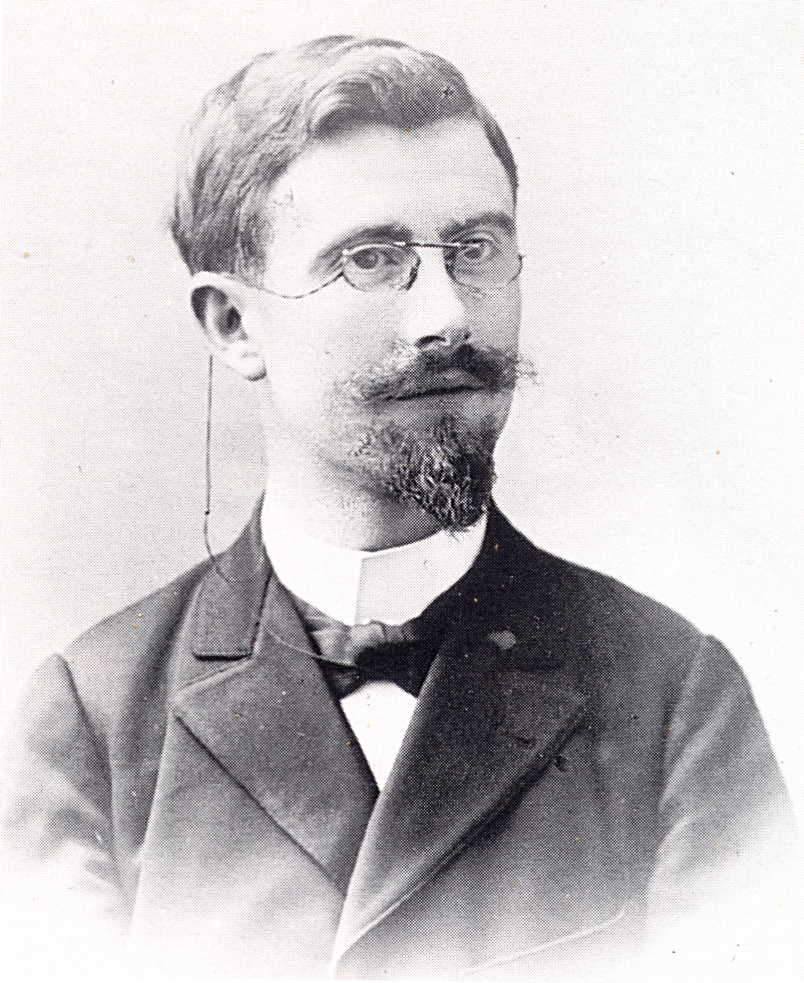
Bernard Brunhes profesor de física y electricidad industrial
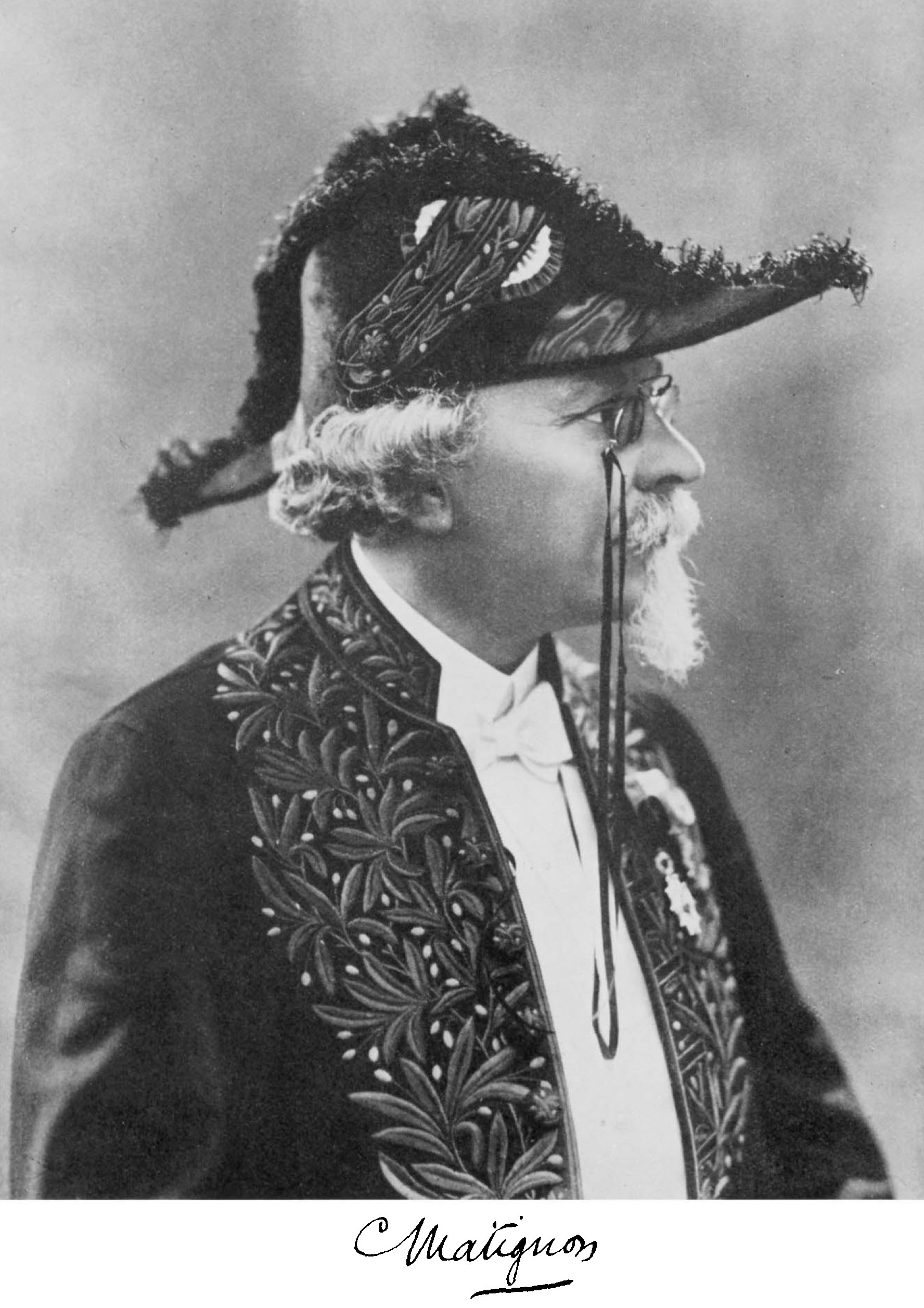
Camille Matignon profesor de la catálisis y termo, miembro de la Academia de Ciencias
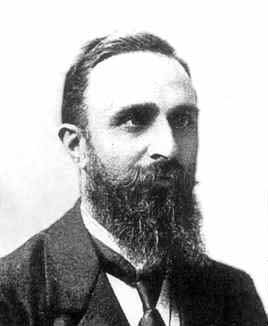
Henri Padé profesor de matemáticas, conocido por la aproximación de Padé
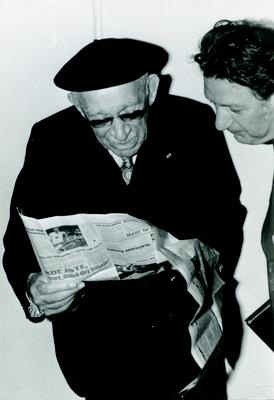
Joseph Kampé de Fériet profesor de la aerodinámica, la turbulencia y la teoría de la información

## Alumnos célebres

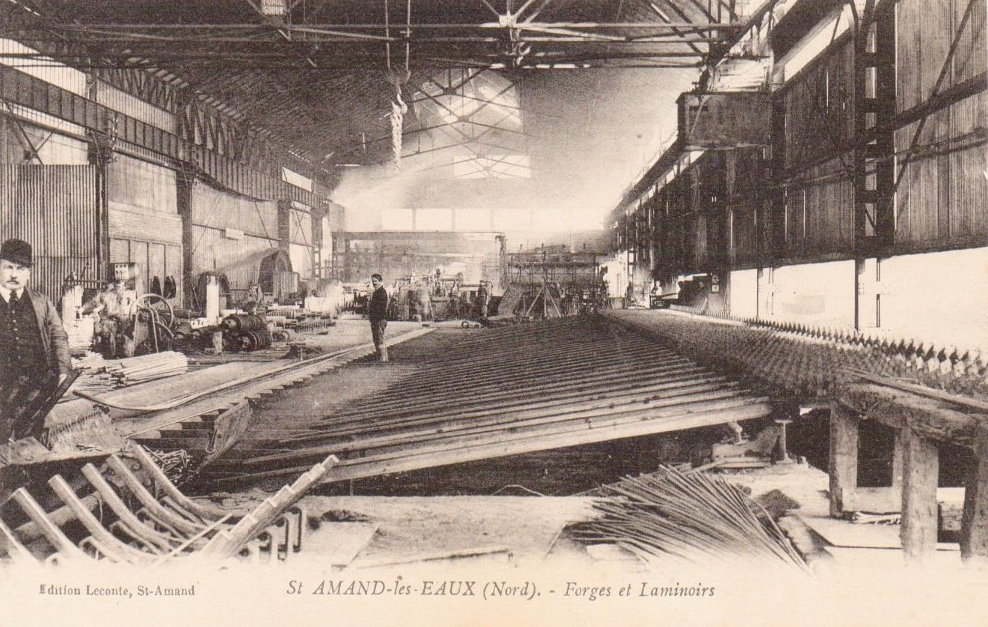
Jules Sirot (1860), director ejecutivo de la acería
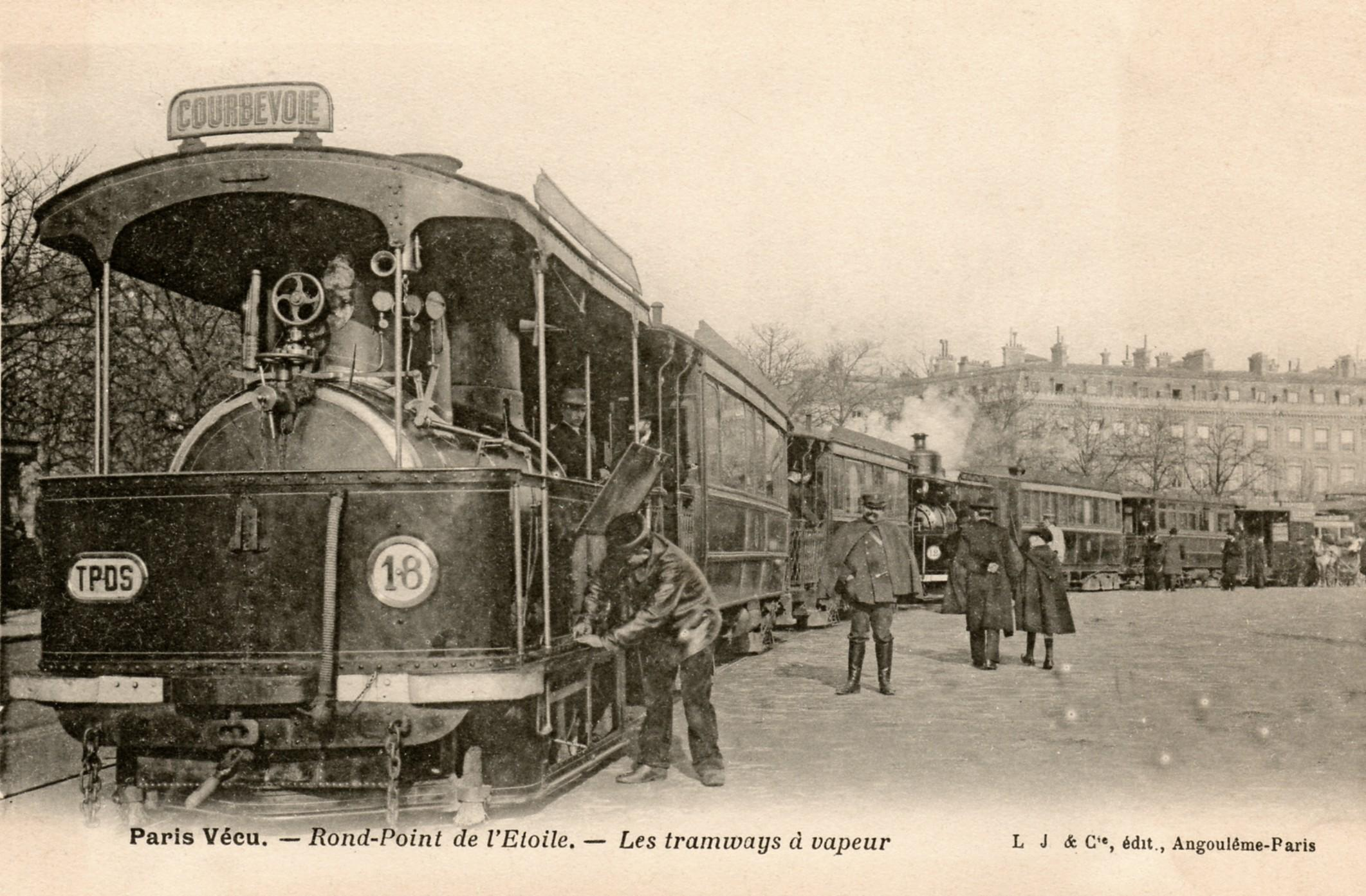
Léon Francq (1866), locomotoras de vapor inventor y pionero de tranvías eléctricos de París
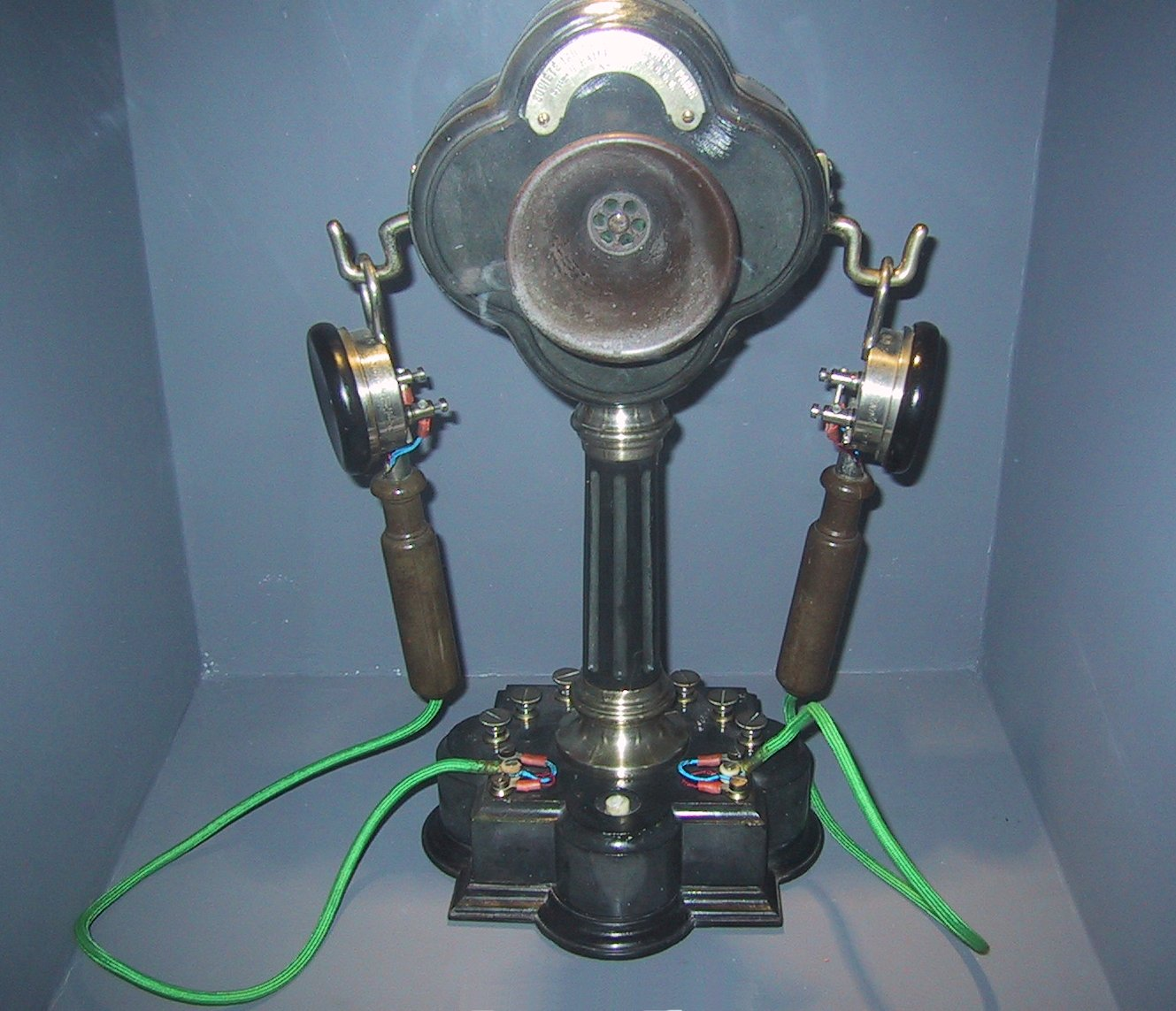
Alfred Meunier (1871), director de la red telefónica, Société Générale des Téléphones (Alcatel)
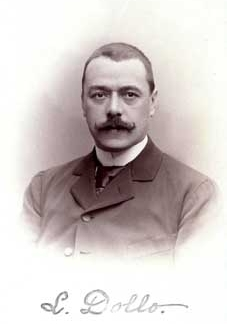
Louis Dollo (1877), paleontólogo (Ley de Dollo)
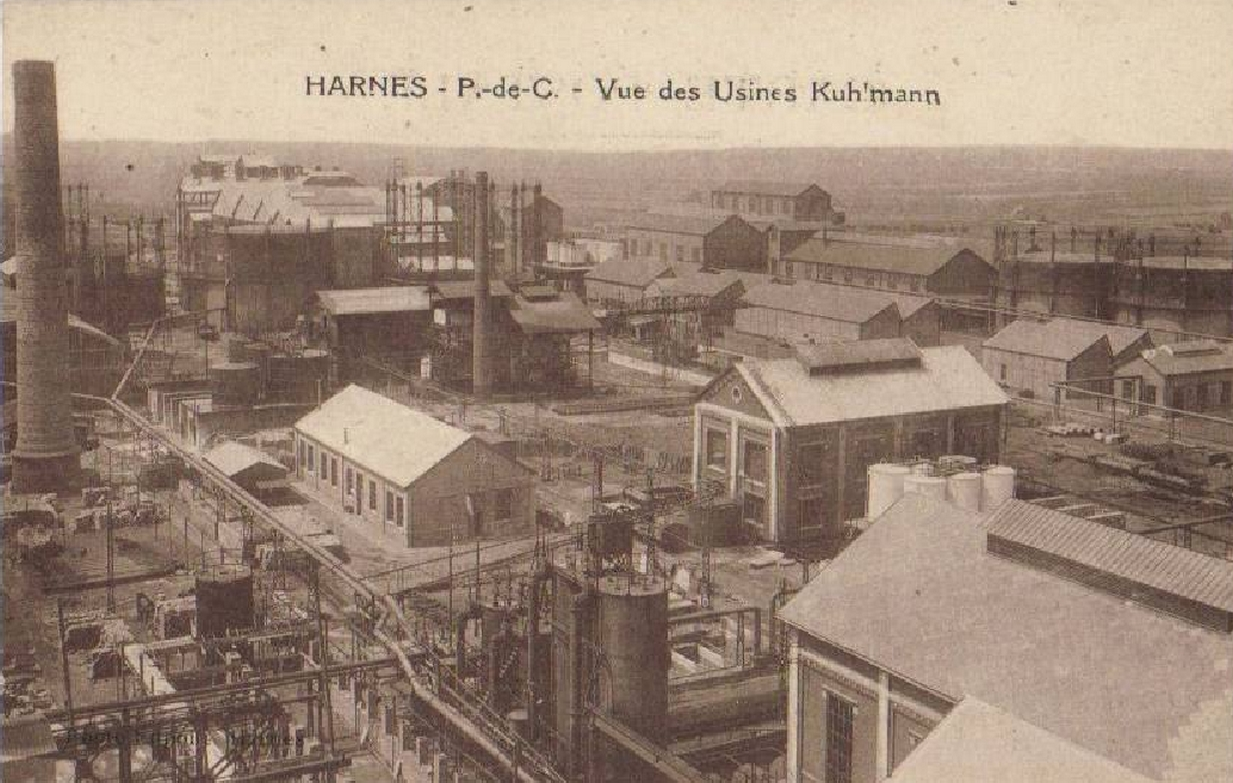
Charles Deldique (1890), químico y director Fabricación des Produits chimiques du Nord
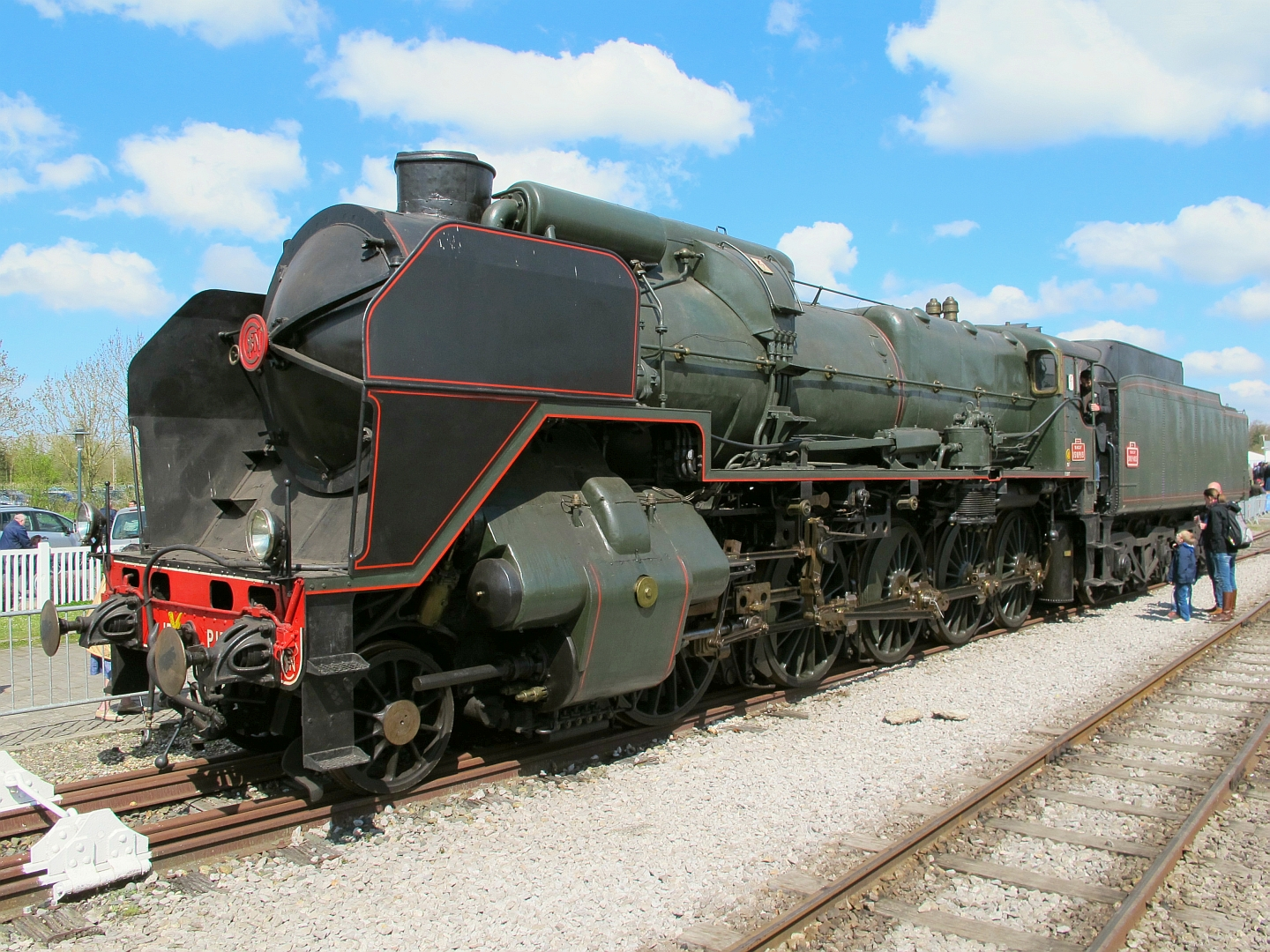
Jean Faure (1891), director general de Ateliers de construction du Nord de la France
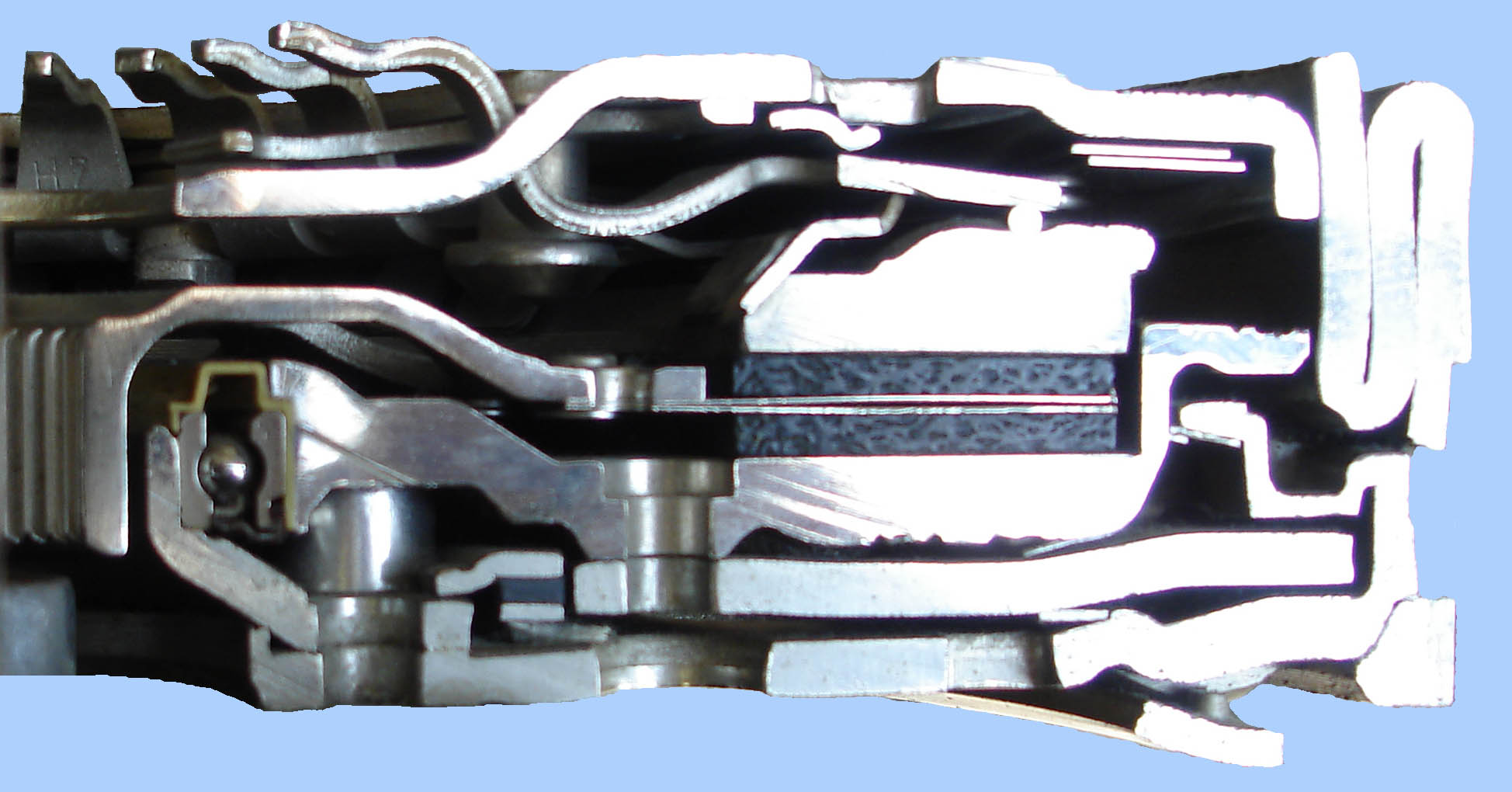
Jacques Vandier (1895), director general de Valeo
Émile Degrémont (1897), fundador Suez - Degrémont,  especialista en el tratamiento de agua
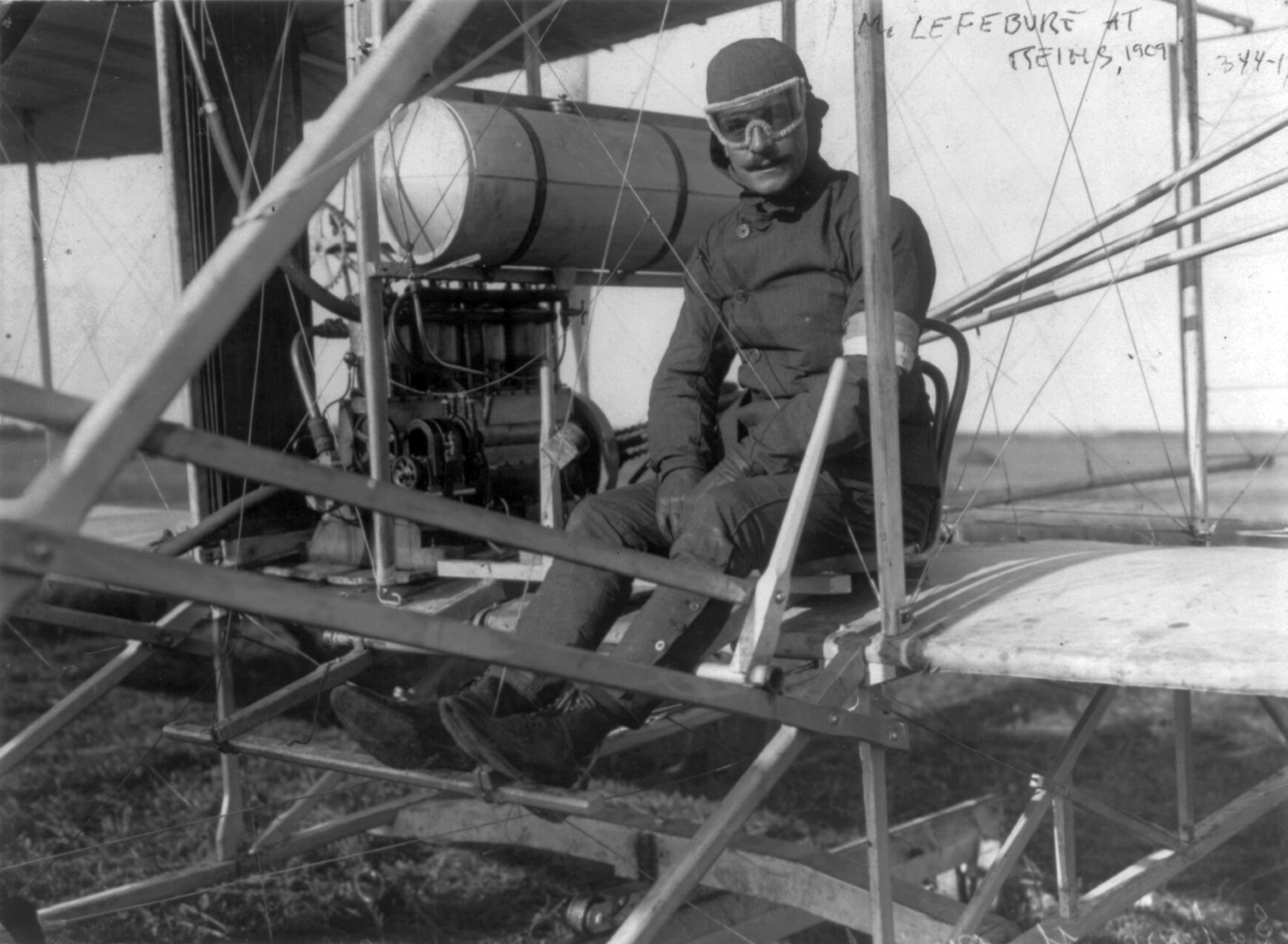
Eugène Lefebvre (1898), pionero de la aviación y piloto de pruebas, en el primer piloto en el mundo mueren a volar un avión con motores
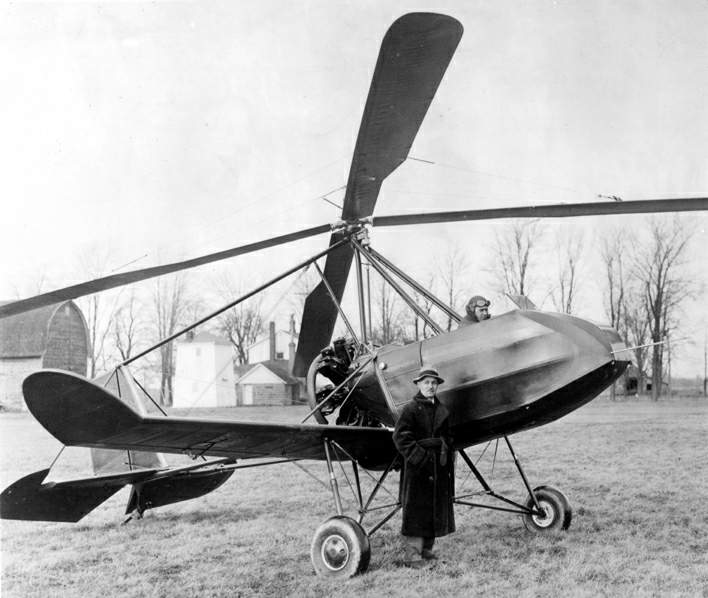
Etienne Dormoy (1906), industria aeronáutica
Jean Hubert (1906), ingeniero jefe de la compañía de aviones Bernard-Matra
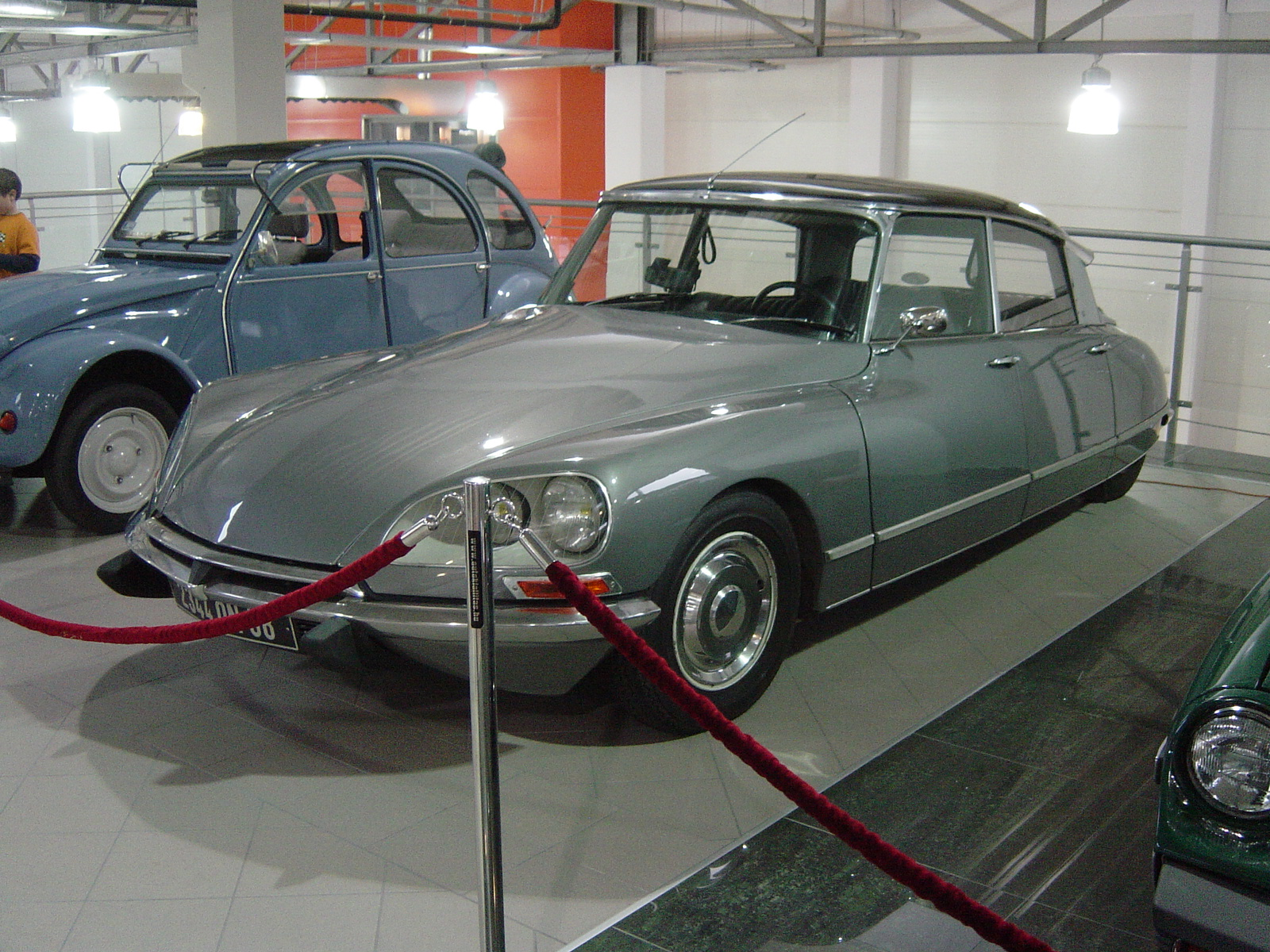
Henri Godfroid (1905), co-fundador del fabricante de automóviles Citroën
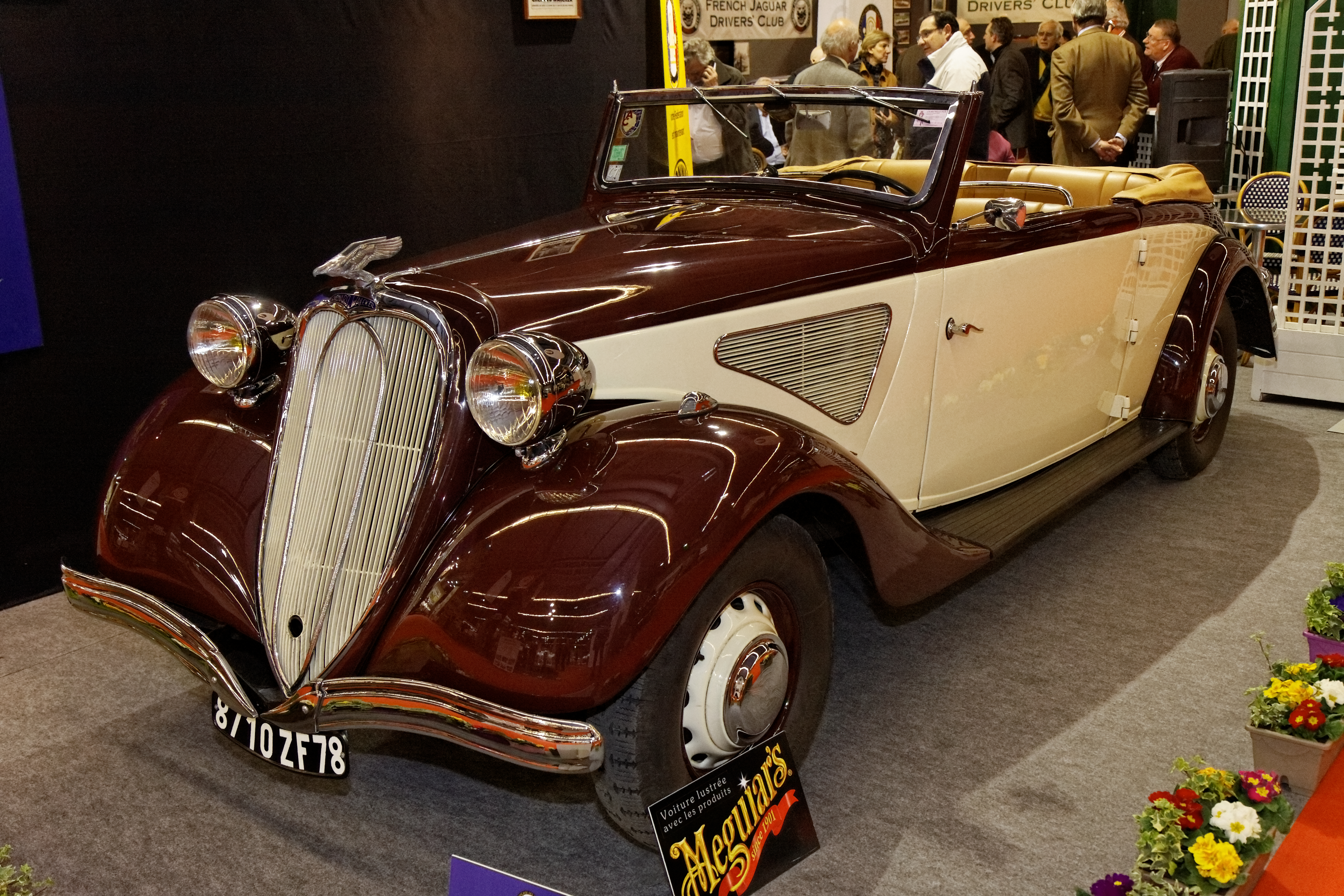
Lucien Chenard (1920) , fabricante de automóviles Chenard et Walcker
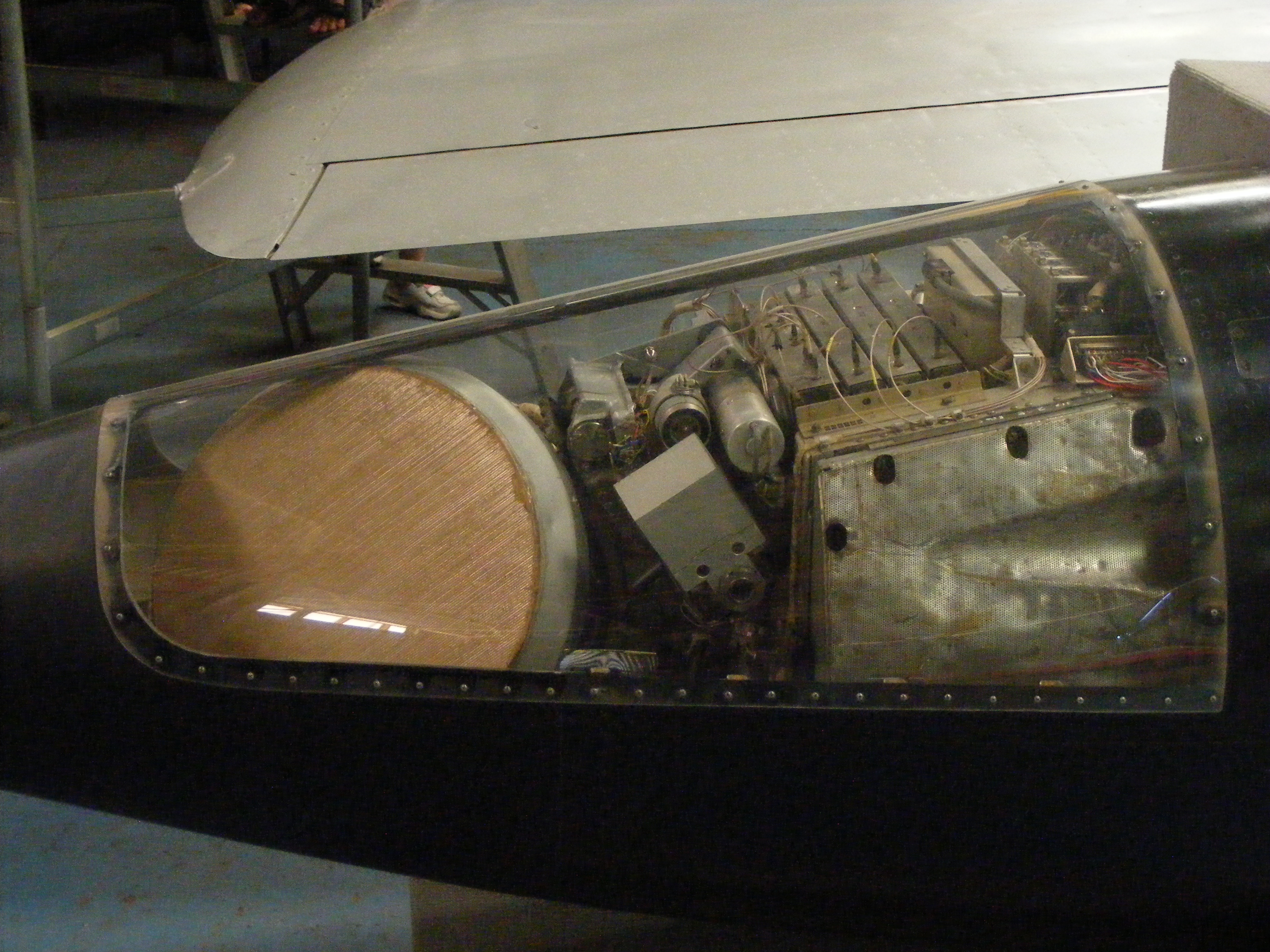
Bernard Cambier (1956), Director y miembro de la Junta de Thomson-CSF (Thales Group)
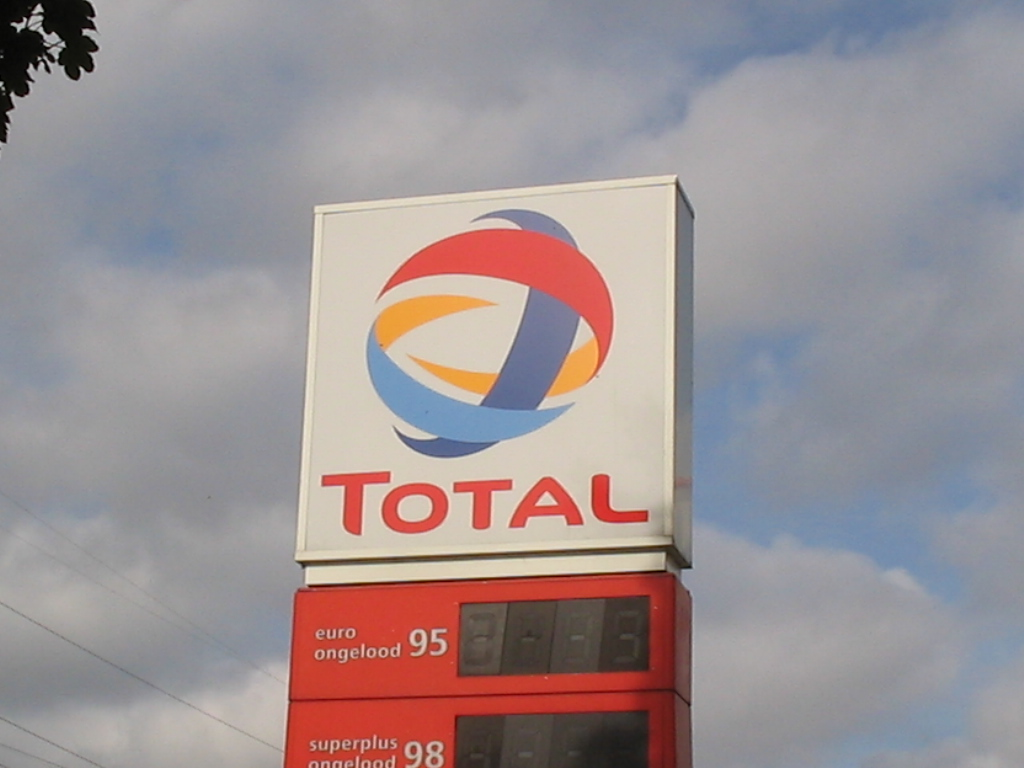
Robert Castaigne (1968), cfo La petrolera Total S.A.
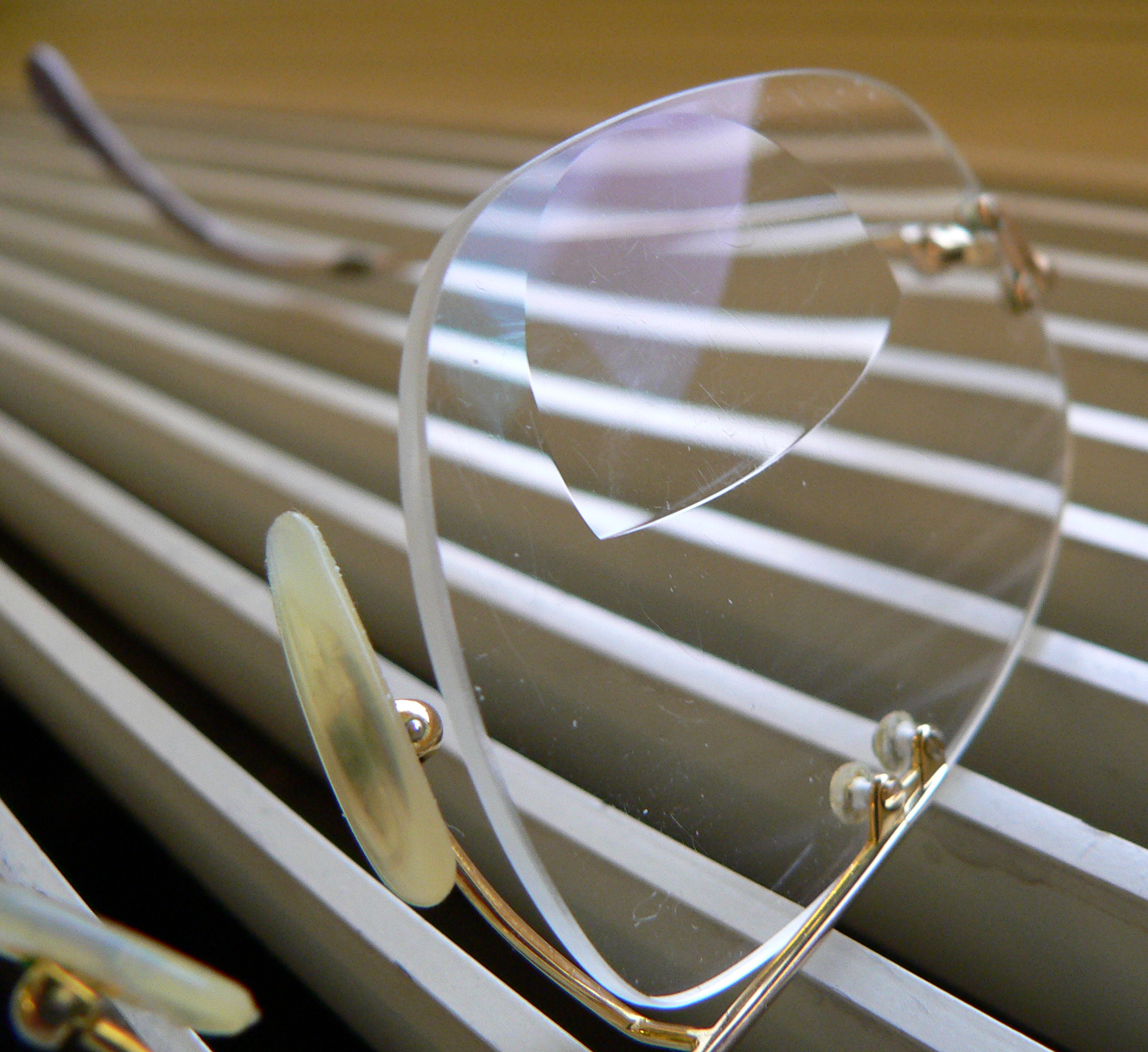
Hubert Sagnières (1980), director ejecutivo de Essilor, que produce lentes oftálmicas
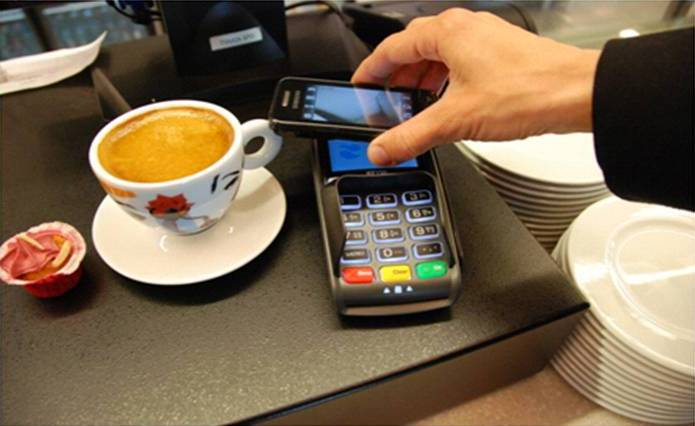
Rémy de Tonnac (1981), director ejecutivo de Inside Secure